# Driebladvleermuis
De driebladvleermuis (Triaenops persicus)  is een zoogdier uit de familie van de Rhinonycteridae. De wetenschappelijke naam van de soort werd voor het eerst geldig gepubliceerd door Dobson in 1871.